# Estados Unidos en la Copa Mundial de Fútbol de 2010
La selección de los Estados Unidos fue uno de los 32 equipos participantes de la Copa Mundial de Fútbol de 2010 que se realizó en Sudáfrica entre los días 11 de junio y 11 de julio de ese mismo año. Se clasificó para el torneo luego de obtener el primer lugar en el proceso de la Concacaf.
Después de ganar la Copa Oro de la Concacaf y ser finalista en la Copa Confederaciones 2009, debido a eso Estados Unidos llegaba como uno de los favoritos a ganar el torneo. Sin embargo el mal nivel de la CONCACAF hizo que quedara en el Bombo más débil. Así se enfrentaría a Inglaterra, Eslovenia y Argelia.
Durante el desarrollo de la primera fase tuvo dos empates, uno contra Inglaterra y otro contra Eslovenia logrando clasificar ganándole a Argelia, aun así clasificaría como primeros de grupo, enfrentando a Ghana, el partido se desarrolló parejo teniendo que forzar el alargue donde un gol de Asamoah Gyan sentenciaria la eliminación de Estados Unidos.

## Clasificación
Estados Unidos comenzó su proceso clasificatorio en la tercera fase, siendo ubicado en el Grupo 1. Luego de quedar en la primera posición, la selección de Estados Unidos se clasificó para disputar el hexagonal final (cuarta fase) en el año 2009.

### Tercera fase

#### Grupo 1
| Equipo            | Pts | PJ | PG | PE | PP | GF | GC | Dif |
| ----------------- | --- | -- | -- | -- | -- | -- | -- | --- |
| Estados Unidos    | 15  | 6  | 5  | 0  | 1  | 14 | 3  | 11  |
| Trinidad y Tobago | 11  | 6  | 3  | 2  | 1  | 9  | 6  | 3   |
| Guatemala         | 5   | 6  | 1  | 2  | 3  | 6  | 7  | -1  |
| Cuba              | 3   | 6  | 1  | 0  | 5  | 5  | 18 | -13 |

| Fecha                    | Lugar               |                   |                              | Resultado |                              |                   |
| ------------------------ | ------------------- | ----------------- | ---------------------------- | --------- | ---------------------------- | ----------------- |
| 20 de agosto de 2008     | Ciudad de Guatemala | Guatemala         | Bandera de Guatemala         | 0:1 (0:0) | Bandera de Estados Unidos    | Estados Unidos    |
| 6 de septiembre de 2008  | La Habana           | Cuba              | Bandera de Cuba              | 0:1 (0:1) | Bandera de Estados Unidos    | Estados Unidos    |
| 10 de septiembre de 2008 | Bridgeview          | Estados Unidos    | Bandera de Estados Unidos    | 3:0 (2:0) | Bandera de Trinidad y Tobago | Trinidad y Tobago |
| 11 de octubre de 2008    | Washington D. C.    | Estados Unidos    | Bandera de Estados Unidos    | 6:1 (2:1) | Bandera de Cuba              | Cuba              |
| 15 de octubre de 2008    | Puerto España       | Trinidad y Tobago | Bandera de Trinidad y Tobago | 2:1 (0:0) | Bandera de Estados Unidos    | Estados Unidos    |
| 19 de noviembre de 2008  | Commerce City       | Estados Unidos    | Bandera de Estados Unidos    | 2:0 (0:0) | Bandera de Guatemala         | Guatemala         |

### Cuarta fase
Luego del primer lugar en el Grupo 1 de la tercera fase, Estados Unidos jugó en el hexagonal final, quedando en el primer lugar y se clasificó directamente para jugar la Copa Mundial de Fútbol.
| Equipo            | Pts | PJ | PG | PE | PP | GF | GC | Dif |
| ----------------- | --- | -- | -- | -- | -- | -- | -- | --- |
| Estados Unidos    | 20  | 10 | 6  | 2  | 2  | 19 | 13 | 6   |
| México            | 19  | 10 | 6  | 1  | 3  | 18 | 12 | 6   |
| Honduras          | 16  | 10 | 5  | 1  | 4  | 17 | 11 | 6   |
| Costa Rica        | 16  | 10 | 5  | 1  | 4  | 15 | 15 | 0   |
| El Salvador       | 8   | 10 | 2  | 2  | 6  | 9  | 15 | -6  |
| Trinidad y Tobago | 6   | 10 | 1  | 3  | 6  | 10 | 22 | -12 |

| L\V                          | Bandera de Costa Rica | Bandera de Estados Unidos | Bandera de El Salvador | Bandera de Honduras | Bandera de México | Bandera de Trinidad y Tobago |
| Bandera de Costa Rica        |                       | 3:1                       | 1:0                    | 2:0                 | 0:3               | 4:0                          |
| Bandera de Estados Unidos    | 2:2                   |                           | 2:1                    | 2:1                 | 2:0               | 3:0                          |
| Bandera de El Salvador       | 1:0                   | 2:2                       |                        | 0:1                 | 2:1               | 2:2                          |
| Bandera de Honduras          | 4:0                   | 2:3                       | 1:0                    |                     | 3:1               | 4:1                          |
| Bandera de México            | 2:0                   | 2:1                       | 4:1                    | 1:0                 |                   | 2:1                          |
| Bandera de Trinidad y Tobago | 2:3                   | 0:1                       | 1:0                    | 1:1                 | 2:2               |                              |

| Fecha                   | Lugar            |                   |                              | Resultado                                                           |                              |                   |
| ----------------------- | ---------------- | ----------------- | ---------------------------- | ------------------------------------------------------------------- | ---------------------------- | ----------------- |
| 11 de febrero de 2009   | Columbus         | Estados Unidos    | Bandera de Estados Unidos    | 2:0 (1:0) Archivado el 14 de febrero de 2009 en Wayback Machine.    | Bandera de México            | México            |
| 28 de marzo de 2009     | San Salvador     | El Salvador       | Bandera de El Salvador       | 2:2 (1:0) Archivado el 31 de marzo de 2009 en Wayback Machine.      | Bandera de Estados Unidos    | Estados Unidos    |
| 1 de abril de 2009      | Nashville        | Estados Unidos    | Bandera de Estados Unidos    | 3:0 (2:0) Archivado el 1 de mayo de 2009 en Wayback Machine.        | Bandera de Trinidad y Tobago | Trinidad y Tobago |
| 3 de junio de 2009      | San José         | Costa Rica        | Bandera de Costa Rica        | 3:1 (2:0) Archivado el 11 de junio de 2009 en Wayback Machine.      | Bandera de Estados Unidos    | Estados Unidos    |
| 6 de junio de 2009      | Chicago          | Estados Unidos    | Bandera de Estados Unidos    | 2:1 (1:1) Archivado el 11 de junio de 2009 en Wayback Machine.      | Bandera de Honduras          | Honduras          |
| 12 de agosto de 2009    | Ciudad de México | México            | Bandera de México            | 2:1 (1:1) Archivado el 13 de agosto de 2009 en Wayback Machine.     | Bandera de Estados Unidos    | Estados Unidos    |
| 5 de septiembre de 2009 | Sandy            | Estados Unidos    | Bandera de Estados Unidos    | 2:1 (2:1) Archivado el 8 de septiembre de 2009 en Wayback Machine.  | Bandera de El Salvador       | El Salvador       |
| 9 de septiembre de 2009 | Puerto España    | Trinidad y Tobago | Bandera de Trinidad y Tobago | 0:1 (0:0) Archivado el 12 de septiembre de 2009 en Wayback Machine. | Bandera de Estados Unidos    | Estados Unidos    |
| 10 de octubre de 2009   | San Pedro Sula   | Honduras          | Bandera de Honduras          | 2:3 (0:0) Archivado el 13 de octubre de 2009 en Wayback Machine.    | Bandera de Estados Unidos    | Estados Unidos    |
| 14 de octubre de 2009   | Washington D. C. | Estados Unidos    | Bandera de Estados Unidos    | 2:2 (0:2) Archivado el 15 de octubre de 2009 en Wayback Machine.    | Bandera de Costa Rica        | Costa Rica        |

## Jugadores
| #     | Nombre             |  | Posición      | Edad | PJ Sel | Club                     |
| ----- | ------------------ |  | ------------- | ---- | ------ | ------------------------ |
| 1     | Tim Howard         |  | Portero       | 31   | 51     | Everton FC               |
| 2     | Jonathan Spector   |  | Defensa       | 24   | 25     | West Ham                 |
| 3     | Carlos Bocanegra   |  | Defensa       | 31   | 79     | Stade Rennais            |
| 4     | Michael Bradley    |  | Mediocampista | 22   | 43     | Borussia Mönchengladbach |
| 5     | Oguchi Onyewu      |  | Defensa       | 28   | 54     | A.C. Milan               |
| 6     | Steve Cherundolo   |  | Defensa       | 31   | 60     | Hannover 96              |
| 7     | DaMarcus Beasley   |  | Mediocampista | 28   | 92     | Rangers FC               |
| 8     | Clint Dempsey      |  | Mediocampista | 27   | 62     | Fulham                   |
| 9     | Hérculez Gómez     |  | Delantero     | 28   | 4      | Puebla CF                |
| 10    | Landon Donovan     |  | Delantero     | 28   | 112    | Los Ángeles Galaxy       |
| 11    | Stuart Holden      |  | Mediocampista | 24   | 14     | Bolton Wanderers         |
| 12    | Jonathan Bornstein |  | Defensa       | 25   | 32     | Chivas USA               |
| 13    | Ricardo Clark      |  | Mediocampista | 27   | 29     | Eintracht Frankfurt      |
| 14    | Edson Buddle       |  | Delantero     | 29   | 1      | Los Ángeles Galaxy       |
| 15    | Jay DeMerit        |  | Defensa       | 30   | 19     | Watford FC               |
| 16    | Francisco Torres   |  | Mediocampista | 22   | 10     | Pachuca CF               |
| 17    | Jozy Altidore      |  | Delantero     | 20   | 9      | Hull City                |
| 18    | Brad Guzan         |  | Portero       | 25   | 16     | Aston Villa              |
| 19    | Maurice Edu        |  | Mediocampista | 24   | 13     | Rangers FC               |
| 20    | Robbie Findley     |  | Delantero     | 24   | 6      | Real Salt Lake           |
| 21    | Clarence Goodson   |  | Defensa       | 28   | 14     | IK Start                 |
| 22    | Benny Feilhaber    |  | Mediocampista | 25   | 32     | AGF Aarhus               |
| 23    | Marcus Hahnemann   |  | Portero       | 37   | 8      | Wolverhampton Wanderers  |
| D. T. | Bob Bradley        |  |               |      |        |                          |

## Participación

### Grupo C
| Equipo         | Pts | PJ | PG | PE | PP | GF | GC | Dif |
| -------------- | --- | -- | -- | -- | -- | -- | -- | --- |
| Estados Unidos | 5   | 3  | 1  | 2  | 0  | 4  | 3  | 1   |
| Inglaterra     | 5   | 3  | 1  | 2  | 0  | 2  | 1  | 1   |
| Eslovenia      | 4   | 3  | 1  | 1  | 1  | 3  | 3  | 0   |
| Argelia        | 1   | 3  | 0  | 1  | 2  | 0  | 2  | -2  |

| 12 de junio de 2010, 20:30 | Inglaterra | 1:1 (1:1) | Estados Unidos | Estadio Royal Bafokeng, Rustenburg                                |                                                                   |
|                            | Gerrard 3' | Reporte   | Dempsey 39'    | Asistencia: 38.646 espectadores Árbitro(s): Carlos Simon (Brasil) | Asistencia: 38.646 espectadores Árbitro(s): Carlos Simon (Brasil) |

| Amonestado | 39' | Steve Cherundolo |
| Amonestado | 47' | Jay DeMerit      |
| Amonestado | 74' | Robbie Findley   |

| 14 | DEL | Edson Buddle  | 77' | Robbie Findley | DEL | 20 |
| 11 | DEL | Stuart Holden | 86' | Jozy Altidore  | DEL | 17 |

| Tiros:              | 13  |
| Tiros al arco:      | 4   |
| Faltas:             | 14  |
| Saques de esquina:  | 4   |
| Fueras de juego:    | 2   |
| Posesión del balón: | 47% |

| 18 de junio de 2010, 20:30 | Eslovenia                   | 2:2 (2:0) | Estados Unidos            | Estadio Ellis Park, Johannesburgo                                  |                                                                    |
|                            | Birsa 12' · Ljubijankič 41' | Reporte   | Donovan 47' · Bradley 81' | Asistencia: 45.573 espectadores Árbitro(s): Koman Coulibaly (Malí) | Asistencia: 45.573 espectadores Árbitro(s): Koman Coulibaly (Malí) |

| Amonestado | 40' | Robbie Findley |

| 22 | MED | Benny Feilhaber | 46' | Francisco Torres | MED | 16 |
| 19 | MED | Maurice Edu     | 46' | Robbie Findley   | DEL | 20 |
| 9  | DEL | Hérculez Gómez  | 80' | Oguchi Onyewu    | DEF | 5  |

| Tiros:              | 14  |
| Tiros al arco:      | 6   |
| Faltas:             | 18  |
| Saques de esquina:  | 4   |
| Posesión del balón: | 52% |

| 23 de junio de 2010, 16:00 | Estados Unidos | 1:0 (0:0) | Argelia | Estadio Loftus Versfeld, Pretoria                                        |                                                                          |
|                            | Donovan 90'    | Reporte   |         | Asistencia: 35.827 espectadores Árbitro(s): Frank De Bleeckere (Bélgica) | Asistencia: 35.827 espectadores Árbitro(s): Frank De Bleeckere (Bélgica) |

| Amonestado | 62' | Jozy Altidore    |
| Amonestado | 90' | DaMarcus Beasley |

| 22 | MED | Benny Feilhaber  | 46' | Hérculez Gómez     | DEL | 9  |
| 14 | DEL | Edson Buddle     | 64' | Maurice Edu        | MED | 19 |
| 7  | MED | DaMarcus Beasley | 80' | Jonathan Bornstein | DEF | 12 |

| Tiros:              | 22  |
| Tiros al arco:      | 10  |
| Faltas:             | 11  |
| Saques de esquina:  | 4   |
| Fueras de juego:    | 1   |
| Posesión del balón: | 51% |

### Octavos de final
Después de haber clasificado en el primer lugar de su grupo. Estados Unidos se enfrentó a la selección de Ghana en octavos final, perdiendo este encuentro por 2 a 1 en un partido que llegó a prórroga tras haber terminado en un empate (1 a 1) tras los 90 minutos.
| 26 de junio de 2010, 20:30 | Estados Unidos     | 1:2 (1:2, 1:1, 0:1) | Ghana                 | Estadio Royal Bafokeng, Rustenburg                                  |                                                                     |
|                            | Donovan 61' (pen.) | Reporte             | Boateng 4' · Gyan 92' | Asistencia: 34.976 espectadores Árbitro(s): Viktor Kassai (Hungría) | Asistencia: 34.976 espectadores Árbitro(s): Viktor Kassai (Hungría) |

| Amonestado | 7'  | Ricardo Clark    |
| Amonestado | 18' | Steve Cherundolo |
| Amonestado | 68' | Carlos Bocanegra |

| 19 | MED | Maurice Edu     | 31' | Ricardo Clark  | MED | 13 |
| 22 | MED | Benny Feilhaber | 46' | Robbie Findley | DEL | 20 |
| 9  | DEL | Hérculez Gómez  | 91' | Jozy Altidore  | DEL | 17 |

| Tiros:              | 20  |
| Tiros al arco:      | 6   |
| Faltas:             | 11  |
| Saques de esquina:  | 5   |
| Penales:            | 1/1 |
| Fueras de juego:    | 1   |
| Posesión del balón: | 51% |

## Estadísticas

### Posición final
Simbología:

Pts: puntos acumulados.

PJ: partidos jugados.

PG: partidos ganados.

PE: partidos empatados.

PP: partidos perdidos.

GF: goles a favor.

GC: goles en contra.

Dif: diferencia de goles.

Rend: rendimiento.
| Equipo | Equipo          | Pts | PJ | PG | PE | PP | GF | GC | Dif | Rend  |
| ------ | --------------- | --- | -- | -- | -- | -- | -- | -- | --- | ----- |
| 1      | España          | 18  | 7  | 6  | 0  | 1  | 8  | 2  | 6   | 85,7% |
| 2      | Países Bajos    | 18  | 7  | 6  | 0  | 1  | 12 | 6  | 6   | 85,7% |
| 3      | Alemania        | 15  | 7  | 5  | 0  | 2  | 16 | 5  | 11  | 71,4% |
| 4      | Uruguay         | 11  | 7  | 3  | 2  | 2  | 11 | 8  | 3   | 52,4% |
| 5      | Argentina       | 12  | 5  | 4  | 0  | 1  | 10 | 6  | 4   | 80,0% |
| 6      | Brasil          | 10  | 5  | 3  | 1  | 1  | 9  | 4  | 5   | 66,7% |
| 7      | Ghana           | 8   | 5  | 2  | 2  | 1  | 5  | 4  | 1   | 53,3% |
| 8      | Paraguay        | 6   | 5  | 1  | 3  | 1  | 3  | 2  | 1   | 40,0% |
| 9      | Japón           | 7   | 4  | 2  | 1  | 1  | 4  | 2  | 2   | 58,3% |
| 10     | Chile           | 6   | 4  | 2  | 0  | 2  | 3  | 5  | -2  | 50,0% |
| 11     | Portugal        | 5   | 4  | 1  | 2  | 1  | 7  | 1  | 6   | 41,7% |
| 12     | Estados Unidos  | 5   | 4  | 1  | 2  | 1  | 5  | 5  | 0   | 41,7% |
| 13     | Inglaterra      | 5   | 4  | 1  | 2  | 1  | 3  | 5  | -2  | 41,7% |
| 14     | México          | 4   | 4  | 1  | 1  | 2  | 4  | 5  | -1  | 33,3% |
| 15     | Corea del Sur   | 4   | 4  | 1  | 1  | 2  | 6  | 8  | -2  | 33,3% |
| 16     | Eslovaquia      | 4   | 4  | 1  | 1  | 2  | 5  | 7  | -2  | 33,3% |
| 17     | Costa de Marfil | 4   | 3  | 1  | 1  | 1  | 4  | 3  | 1   | 44,4% |
| 18     | Eslovenia       | 4   | 3  | 1  | 1  | 1  | 3  | 3  | 0   | 44,4% |
| 19     | Suiza           | 4   | 3  | 1  | 1  | 1  | 1  | 1  | 0   | 44,4% |
| 20     | Sudáfrica       | 4   | 3  | 1  | 1  | 1  | 3  | 5  | -2  | 44,4% |
| 21     | Australia       | 4   | 3  | 1  | 1  | 1  | 3  | 6  | -3  | 44,4% |
| 22     | Nueva Zelanda   | 3   | 3  | 0  | 3  | 0  | 2  | 2  | 0   | 33,3% |
| 23     | Serbia          | 3   | 3  | 1  | 0  | 2  | 2  | 3  | -1  | 33,3% |
| 24     | Dinamarca       | 3   | 3  | 1  | 0  | 2  | 3  | 6  | -3  | 33,3% |
| 25     | Grecia          | 3   | 3  | 1  | 0  | 2  | 2  | 5  | -3  | 33,3% |
| 26     | Italia          | 2   | 3  | 0  | 2  | 1  | 4  | 5  | -1  | 22,2% |
| 27     | Nigeria         | 1   | 3  | 0  | 1  | 2  | 3  | 5  | -2  | 11,1% |
| 28     | Argelia         | 1   | 3  | 0  | 1  | 2  | 0  | 2  | -2  | 11,1% |
| 29     | Francia         | 1   | 3  | 0  | 1  | 2  | 1  | 4  | -3  | 11,1% |
| 30     | Honduras        | 1   | 3  | 0  | 1  | 2  | 0  | 3  | -3  | 11,1% |
| 31     | Camerún         | 0   | 3  | 0  | 0  | 3  | 2  | 5  | -3  | 0,0%  |
| 32     | Corea del Norte | 0   | 3  | 0  | 0  | 3  | 1  | 12 | -11 | 0,0%  |

### Participación de jugadores
Simbología:

PJ: partidos jugados.

Min.: minutos jugados.

Dis.: distancia recorrida en metros.

: goles marcados.

As.: asistencias a gol.

T.: tiros.

At.: atajadas.

Faltas: faltas cometidas - faltas recibidas.

 : amonestaciones.

: segunda amonestación y expulsión.

: expulsiones directas.

| #  | Nombre             | Posición      | PJ | Min. | Dis.   | Anotado | As. | T.  | Faltas | Amonestado | Otorgado · Otorgado otra vez · Expulsado |   |
| -- | ------------------ | ------------- | -- | ---- | ------ | ------- | --- | --- | ------ | ---------- | ---------------------------------------- | - |
| 2  | Jonathan Spector   | Defensa       | 0  | 0    | 0      | 0       | 0   | 0   | 0-0    | 0          | 0                                        | 0 |
| 3  | Carlos Bocanegra   | Defensa       | 4  | 390  | 43.126 | 0       | 0   | 1   | 2-3    | 1          | 0                                        | 0 |
| 4  | Michael Bradley    | Mediocampista | 4  | 390  | 51.693 | 1       | 0   | 8   | 4-1    | 0          | 0                                        | 0 |
| 5  | Oguchi Onyewu      | Defensa       | 2  | 170  | 16.836 | 0       | 0   | 2   | 4-2    | 0          | 0                                        | 0 |
| 6  | Steve Cherundolo   | Defensa       | 4  | 390  | 44.402 | 0       | 1   | 1   | 3-9    | 2          | 0                                        | 0 |
| 7  | DaMarcus Beasley   | Mediocampista | 1  | 10   | 1.645  | 0       | 0   | 0   | 2-2    | 1          | 0                                        | 0 |
| 8  | Clint Dempsey      | Mediocampista | 4  | 390  | 46.994 | 1       | 0   | 20  | 3-10   | 0          | 0                                        | 0 |
| 9  | Hérculez Gómez     | Delantero     | 3  | 85   | 10.788 | 0       | 0   | 4   | 2-1    | 0          | 0                                        | 0 |
| 10 | Landon Donovan     | Delantero     | 4  | 390  | 48.469 | 3       | 0   | 9   | 2-7    | 0          | 0                                        | 0 |
| 11 | Stuart Holden      | Mediocampista | 1  | 4    | 1.098  | 0       | 0   | 0   | 0-0    | 0          | 0                                        | 0 |
| 12 | Jonathan Bornstein | Defensa       | 2  | 200  | 23.860 | 0       | 0   | 2   | 0-1    | 0          | 0                                        | 0 |
| 13 | Ricardo Clark      | Mediocampista | 2  | 121  | 14.210 | 0       | 0   | 0   | 2-0    | 1          | 0                                        | 0 |
| 14 | Edson Buddle       | Delantero     | 2  | 39   | 5.021  | 0       | 0   | 2   | 3-0    | 0          | 0                                        | 0 |
| 15 | Jay DeMerit        | Defensa       | 4  | 390  | 40.542 | 0       | 0   | 2   | 8-2    | 1          | 0                                        | 0 |
| 16 | Francisco Torres   | Mediocampista | 1  | 46   | 5.203  | 0       | 0   | 1   | 2-2    | 0          | 0                                        | 0 |
| 17 | Jozy Altidore      | Delantero     | 4  | 357  | 37.350 | 0       | 1   | 8   | 11-15  | 1          | 0                                        | 0 |
| 19 | Maurice Edu        | Mediocampista | 3  | 197  | 23.234 | 0       | 0   | 2   | 4-2    | 0          | 0                                        | 0 |
| 20 | Robbie Findley     | Delantero     | 3  | 169  | 18.898 | 0       | 0   | 1   | 2-2    | 2          | 0                                        | 0 |
| 21 | Clarence Goodson   | Defensa       | 0  | 0    | 0      | 0       | 0   | 0   | 0-0    | 0          | 0                                        | 0 |
| 22 | Benny Feilhaber    | Mediocampista | 3  | 162  | 20.169 | 0       | 0   | 6   | 0-3    | 0          | 0                                        | 0 |
| #  | Nombre             | Posición      | PJ | Min. | Dis.   | Anotado | As. | At. | Faltas | Amonestado | Otorgado · Otorgado otra vez · Expulsado |   |
| 1  | Tim Howard         | Portero       | 4  | 390  | 15.281 | 0       | 0   | 16  | 0-0    | 0          | 0                                        | 0 |
| 18 | Brad Guzan         | Portero       | 0  | 0    | 0      | 0       | 0   | 0   | 0-0    | 0          | 0                                        | 0 |
| 23 | Marcus Hahnemann   | Portero       | 0  | 0    | 0      | 0       | 0   | 0   | 0-0    | 0          | 0                                        | 0 |

### Goles y asistencias
Tabla confeccionada a partir de los criterios utilizados para elegir la Bota de oro.
Simbología:

: goles anotados.

As: número de asistencias para gol.

Min: minutos jugados.

PJ: partidos jugados.

GP: goles de penal.

| Posición | Jugador          | Anotado | As. | Min. | PJ | GP |
| 9°       | Landon Donovan   | 3       | 0   | 390  | 4  | 1  |
| -------- | ---------------- | ------- | --- | ---- | -- | -- |
| 84°      | Clint Dempsey    | 1       | 0   | 390  | 4  | 0  |
| 85°      | Michael Bradley  | 1       | 0   | 390  | 3  | 1  |
| —        | Jozy Altidore    | 0       | 1   | 357  | 4  | 0  |
| —        | Steve Cherundolo | 0       | 1   | 390  | 4  | 0  |